# Aegon Towarzystwo Ubezpieczeń na Życie
Aegon Towarzystwo Ubezpieczeń na Życie S.A. – działające w Polsce towarzystwo ubezpieczeniowe, oferujące ubezpieczenia na życie.
Na polskim rynku przedsiębiorstwo istnieje od 1999 roku, początkowo pod nazwą Nationwide TUnŻ, a od 2005 roku, po przejęciu przez holenderską grupę finansową Aegon, jako Aegon TUnŻ.
Towarzystwo ubezpieczeniowe oferuje rozwiązania z zakresu ubezpieczeń na życie, w tym długoterminowych programów ochronno-inwestycyjnych. Przedsiębiorstwo oferuje swoje produkty za pośrednictwem własnej ogólnopolskiej sieci biur regionalnych, agentów, multiagencji oraz współpracujących banków.
Aegon TUnŻ S.A. należy do międzynarodowej grupy finansowej Aegon N.V. działającej w ponad 20 krajach w Europie, Azji i obu Amerykach, zatrudniającej ponad 31,5 tysiąca pracowników i obsługującej 30 milionów klientów.

## Historia
- 1999 – 24 grudnia 1999 roku Nationwide TUnŻ S.A. otrzymuje licencję ministra finansów na prowadzenie działalności ubezpieczeniowej
- 2000 – towarzystwo ubezpieczeniowe Nationwide Polska rozpoczyna działalność operacyjną
- 2005 – ubezpieczeniowa holenderska grupa Aegon podpisuje umowę kupna piątej na polskim rynku ubezpieczeń na życie firmy Nationwide Polska[2]
- 2008 – Aegon TUnŻ S.A. uruchamia swój zagraniczny oddział w Rumunii
- 2008 – Aegon wprowadza sprzedaż ubezpieczeń mienia za pośrednictwem Aegon Magyarország Általános Biztosító Spółka Akcyjna Oddział w Polsce